# Eleições parlamentares europeias de 1999 (Alemanha)
As eleições parlamentares europeias de 1999 na Alemanha, realizadas a 13 de Junho, serviram para eleger os 99 deputados do país para o Parlamento Europeu. 

## Resultados Nacionais
| Partido                 | Partido                           | Partido                           | Votos          | %               | +/-     | Deputados | +/-     |
| ----------------------- | --------------------------------- | --------------------------------- | -------------- | --------------- | ------- | --------- | ------- |
|                         |                                   | União Democrata-Cristã            | 10 628 224     | 39,28 / 100,00  | 7,24    | 43 / 99   | 4       |
|                         | União Social-Cristã               | 2 540 007                         | 9,39 / 100,00  | 2,63            | 10 / 99 | 2         |         |
| A União                 | A União                           | 13 168 231                        | 48,67 / 100,00 | 9,84            | 53 / 99 | 6         |         |
|                         | Partido Social-Democrata          | Partido Social-Democrata          | 8 307 085      | 30,70 / 100,00  | 1,46    | 33 / 99   | 7       |
|                         | Aliança 90/Os Verdes              | Aliança 90/Os Verdes              | 1 741 494      | 6,44 / 100,00   | 3,62    | 7 / 99    | 5       |
|                         | Partido do Socialismo Democrático | Partido do Socialismo Democrático | 1 567 745      | 5,79 / 100,00   | 1,07    | 6 / 99    | 6       |
|                         | Partido Democrático Liberal       | Partido Democrático Liberal       | 820 731        | 3,03 / 100,00   | 1,04    | 0 / 99    | Estável |
|                         | Os Republicanos                   | Os Republicanos                   | 461 038        | 1,70 / 100,00   | 2,22    | 0 / 99    | Estável |
|                         | Outros                            | Outros                            | 993 309        | 3,67 / 100,00   |         | 0 / 99    |         |
| Votos inválidos         | Votos inválidos                   | Votos inválidos                   | 409 659        | 1,50 / 100,00   | 0,94    |           |         |
| Total                   | Total                             | Total                             | 27 468 932     | 100,00 / 100,00 |         | 99 / 99   |         |
| Eleitorado/Participação | Eleitorado/Participação           | Eleitorado/Participação           | 60 786 094     | 45,19 / 100,00  | 14,83   |           |         |
| Fonte                   | Fonte                             | Fonte                             | [ 1 ]          | [ 1 ]           | [ 1 ]   | [ 1 ]     | [ 1 ]   |

## Resultados por Estados federais
| Estados federais                 | %        | %    | %    | %    | %   | %   |
| Estados federais                 | CDU/ CSU | SPD  | GRÜ  | PDS  | FDP | REP |
| -------------------------------- | -------- | ---- | ---- | ---- | --- | --- |
| Baden-Württemberg                | 51,0     | 26,1 | 9,8  | 1,1  | 4,9 | 3,3 |
| Baixa Saxônia                    | 47,2     | 39,6 | 6,1  | 1,2  | 2,7 | 1,0 |
| Baviera                          | 64,0     | 21,6 | 6,1  | 0,7  | 1,9 | 1,9 |
| Berlim                           | 35,0     | 26,7 | 12,5 | 16,7 | 2,4 | 1,9 |
| Brandemburgo                     | 29,1     | 31,6 | 3,3  | 25,8 | 2,3 | 1,6 |
| Bremen                           | 34,8     | 43,7 | 12,2 | 2,6  | 2,9 | 0,8 |
| Hamburgo                         | 40,2     | 37,2 | 12,0 | 3,3  | 3,4 | 1,0 |
| Hesse                            | 47,3     | 34,5 | 8,0  | 1,6  | 3,9 | 2,0 |
| Mecklemburgo-Pomerânia Ocidental | 45,4     | 20,3 | 2,5  | 24,3 | 1,4 | 1,2 |
| Renânia do Norte-Vestfália       | 47,3     | 37,3 | 7,1  | 1,4  | 3,5 | 0,9 |
| Renânia-Palatinado               | 50,0     | 35,2 | 5,2  | 0,8  | 3,7 | 2,1 |
| Sarre                            | 44,9     | 41,3 | 5,0  | 1,0  | 2,1 | 1,7 |
| Saxônia                          | 45,9     | 19,6 | 2,7  | 21,0 | 2,3 | 2,5 |
| Saxônia-Anhalt                   | 39,7     | 26,7 | 2,1  | 20,9 | 2,9 | 1,3 |
| Schleswig-Holstein               | 50,5     | 35,4 | 6,1  | 1,4  | 3,1 | 0,6 |
| Turíngia                         | 42,4     | 25,6 | 2,3  | 20,6 | 2,1 | 1,9 |
| Alemanha                         | 48,7     | 30,7 | 6,4  | 5,8  | 3,0 | 1,7 |